# Józef Rokicki
Józef Wacław Rokicki, ps. „Karol”, „Michał” (ur. 6 marca 1894 w Lipnie, zm. 6 października 1976 w Warszawie) – podpułkownik broni pancernych Wojska Polskiego i Armii Krajowej, komendant główny Narodowej Organizacji Wojskowej. W trakcie powstania warszawskiego od 18 sierpnia dowódca Obwodu Mokotów AK, a następnie p.o. dowódcy 10 Dywizji Piechoty AK im. Rataja.

## Życiorys
Był synem Klemensa (urzędnika) i Marii z Lamparskich. Po ukończeniu szkoły miejskiej w Lipnie w 1906, nauki pobierał w domu, egzamin z zakresu sześciu klas gimnazjum składał jako ekstern w Płocku w 1911. Od 1912 pracował jako urzędnik skarbowy w Kaliszu, a od sierpnia 1914 w Połtawie. W marcu 1915 został wcielony do armii rosyjskiej; ukończył szkołę chorążych w Tyflisie (obecnie Tbilisi) i szkołę karabinów maszynowych i jazdy konnej w Oranienbaumie i dowodził kompaniami karabinów maszynowych w kilku pułkach piechoty. Działał w Związku Wojskowych Polaków przy 75 Dywizji Piechoty. Od września 1917 dowodził kompanią karabinów maszynowych 9 pułku strzelców polskich 3 Dywizji I Korpusu Polskiego w Rosji.
W listopadzie 1918 r. wstąpił do Wojska Polskiego. Służył początkowo w 28 pułku Strzelców Kaniowskich, jesienią 1919 r. ukończył Szkołę Oficerską Wojsk Samochodowych w Krakowie. Mianowany kapitanem, ze starszeństwem z dniem 1 czerwca 1919. W kolejnych latach zajmował szereg stanowisk w wojskach samochodowych, m.in. komendanta kadry 9 Dywizjonu Samochodowego w garnizonie Brześć. W lipcu 1922 zdał eksternistycznie maturę w Gimnazjum Państwowym im. Traugutta w Brześciu nad Bugiem, następnie – nie przerywając służby wojskowej – studiował matematykę na Wydziale Filozoficznym Uniwersytetu Warszawskiego (do 1926). Awansowany na majora w korpusie oficerów samochodowych, ze starszeństwem z dniem 1 lipca 1923. Od 1934 zastępca dowódcy 4 batalionu czołgów i samochodów pancernych od 1937 komendant 9 batalionu pancernego w Lublinie. Awansował na podpułkownika 19 marca 1937.
W kampanii wrześniowej był oficerem Dowództwa Okręgu Korpusu Nr II w Lublinie; trafił do niewoli radzieckiej 19 września, ale udało mu się zbiec. W październiku 1939 włączył się w Lublinie do działalności konspiracyjnej. Od listopada lub grudnia 1939 był komendantem Okręgu Lublin Narodowej Organizacji Wojskowej (NOW, początkowo pod nazwą Organizacja Wojskowa Stronnictwa Narodowego). We wrześniu 1941 został komendantem głównym NOW (po przejściu Bolesława Kozubowskiego do Związku Walki Zbrojnej). Za zgodą prezesa Stronnictwa Narodowego Stefana Sachy podjął rozmowy scaleniowe z Armią Krajową, reprezentowaną przez Stanisława Rostworowskiego i Antoniego Sanojcę. 3 listopada 1942 Rokicki wspólnie z prezesem Sachą wydał rozkaz scaleniowy i następnego dnia złożył przysięgę na ręce generała Stefana Roweckiego; jeszcze w listopadzie t.r. zostali zaprzysiężeni także komendanci okręgowi NOW. Rokicki w Armii Krajowej objął obowiązki inspektora Komendy Głównej na Okręg Krakowski i prowadził w Krakowie prace organizacyjne.
W czasie powstania warszawskiego, od 4 sierpnia pełnił funkcję oficera III Oddziału Komendy Okręgu AK. 18 sierpnia został mianowany komendantem Obwodu Mokotów, zaś 20 września p.o. dowódcy 10 Dywizji Piechoty AK im. Rataja. Został zgłoszony do awansu na pułkownika, był ranny; 26 września 1944 podjął kontrowersyjną decyzję o ewakuacji Mokotowa. Rozkazowi Rokickiego sprzeciwił się m.in. komendant Okręgu Warszawskiego generał Antoni Chruściel, który wycofał się następnie z propozycji awansu i poddał Rokickiego ocenie komisji „o charakterze sądu wojskowego”; komisja ta oceniła postawę Rokickiego negatywnie.
Po kapitulacji powstania, Rokicki przebywał w niewoli niemieckiej, w obozach oficerskich Sandbostel i Murnau. Po wyzwoleniu obozu przez Amerykanów w kwietniu 1945 przebywał na emigracji do 1957 i działał w kołach żołnierzy AK m.in. od 1948 był członkiem Komisji Rewizyjnej Oddziału Paryż Koła AK, zaś od kwietnia 1954 był przewodniczącym Okręgu Francja Koła AK. W 1957 powrócił do Polski.
Ciężko chorował na płuca po pobycie w obozie jenieckim. Od lipca 1959 pracował w Zjednoczonych Zespołach Gospodarczych INCO w Warszawie, a od kwietnia 1963 był kierownikiem sekcji administracyjnej, potem starszym referentem w Biurze Usług Transportowych w Warszawie. W 1972 przeszedł na emeryturę. Zmarł na atak serca w trakcie uroczystej inauguracji roku akademickiego na Akademii Teologii Katolickiej w październiku 1976.
Był autorem wspomnień Blaski i cienie bohaterskiego pięciolecia (1949) oraz Wspomnienia z walki podziemnej 1939–1944 (maszynopis).
Został pochowany na Cmentarzu Wojskowym na Powązkach w Warszawie (kwatera B24-11-13).
Z małżeństwa z Marią z Sikorskich (1898-1984), stomatolożką, miał dwie córki: Danutę (1922–1991), historyczkę, późniejszą żonę Ludwika Borawskiego i Hannę zamężną Waściszewską (ur. 1927).

## Ordery i odznaczenia
- Krzyż Walecznych (czterokrotnie: dwukrotnie w 1922, po raz trzeci 28 września 1944)
- Złoty Krzyż Zasługi z Mieczami (3 maja 1944)
- Medal Niepodległości (23 grudnia 1933)[4]
- Srebrny Krzyż Zasługi (16 marca 1928)[5]
- Warszawski Krzyż Powstańczy (pośmiertnie)